# Parque Alberti
El Parque Alberti es un parque de la ciudad de La Plata, provincia de Buenos Aires, Argentina. Está situado en el cruce de las avenidas 25 y 38, siendo rodeado por las calles 24, 26, 37, 39 y diagonal 73.
Su nombre data de 1901, cuando se le impuso para homenajear al sacerdote argentino que fuera vocal en la Primera Junta de Gobierno, Manuel Alberti.
Se transformó en parque en el año 1968, cuando además se colocaron juegos infantiles. En 1973 fue cerrada la diagonal 73 que atravesaba al parque, unificando al predio que hasta entonces había estado dividido en dos.
Sobre calle 24 existe un espacio subterráneo que antiguamente era donde había elementos eléctricos pertenecientes al "trolebús", un transporte similar al tranvía que recorrió la ciudad entre 1955 y 1966. También de ese lado del parque hay un árbol colocado con sus raíces hacia arriba, inaugurado en 1999, que fue colocado a modo de homenaje a las víctimas del terrorismo de Estado.